# Zwarte piste

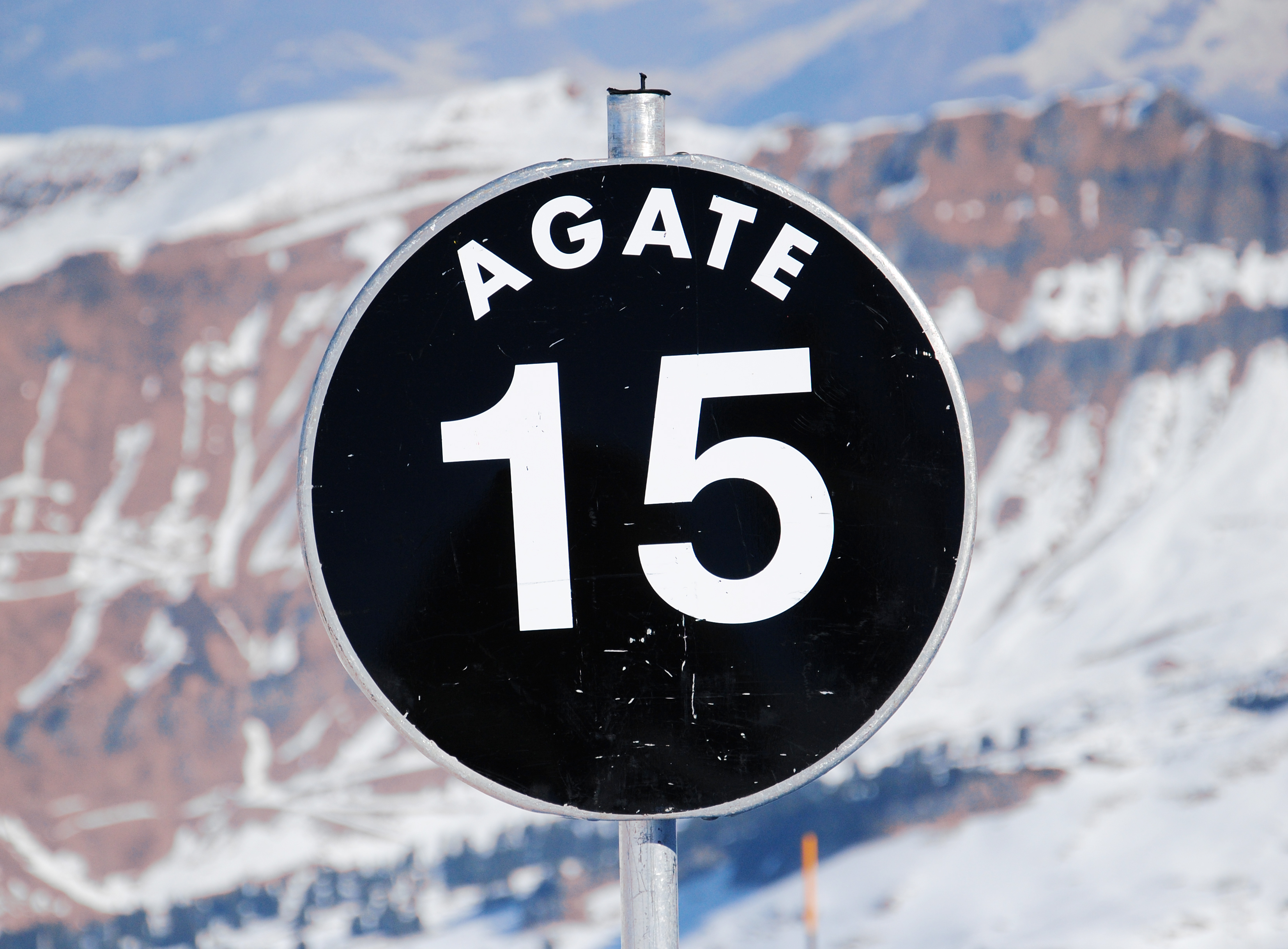
Bordje van een zwarte piste in het Franse skigebied Flaine

Een zwarte piste is een zware skipiste in een skigebied, geschikt voor ervaren skiërs en snowboarders. In wintersportgebieden worden sneeuwafdalingen aangeduid met een bepaalde kleur om de moeilijkheidsgraad van de afdaling aan te geven. Een zwarte piste is te herkennen aan de zwarte bordjes en/of paaltjes langs de piste, die op overzichtelijke afstand van elkaar zijn geplaatst.
Zwarte pistes vormen de moeilijkste afgebakende afdalingen in een skigebied en zijn in de regel zwaarder dan rode pistes. In Noord-Amerika wordt een onderscheid gemaakt tussen pistes die aangeduid worden met een zwarte ruit (black diamond) en met dubbele zwarte ruiten (double black diamond). Die laatste categorie staat voor een extreem moeilijke afdaling.
witte of babypiste · 
groene piste · 
blauwe piste · 
rode piste · 
zwarte piste

Zie ook: piste-onderhoudsmachine · 
pistenbully · 
sneeuwkanon · 
veiligheidsmaatregelen · 
verkeersregels